# Joaquim Llorens Abelló
Joaquim Llorens Abelló (el Lloar, Priorat, 1885 – Mèxic, 1961) fou un coperativista i polític català. Militant de la CNT i posteriorment d'ERC i cooperativista a Falset, a la comarca del Priorat, Tarragona. Alcalde de Falset per ERC entre 1931 i 1933 i President de la Cooperativa obrera El Porvenir de Falset entre el 1933 i el 1936.

## Militància sindical i cooperativista
Joaquim Llorens Abelló va néixer el 10 d'abril del 1885 al Lloar (Priorat) al si d'una família pagesa. L'ambien familiar estigué influenciat per idees laiques i republicanes i un cert compromís polític i social. Fins als setze anys (1901) treballava de pastor i va adquirir formació de forma autodidacta.
El 1904 va viure la seva primera experiència societària i participa en la creació de la Societat Lloarenca juntament amb una trentena de joves més.
En un moment indeterminat abans del 1911 emigrà a l'Argentina on participà en el moviment cooperativista. Al voltant del final del 1912 va tornar i, pocs mesos després es va casar amb Brígida Gibert Grau.
Durant la I Guerra Mundial, quan la CNT experimentà un creixement sense precedents, es va afiliar a la central anarcosindicalista i des del setembre del 1918 era secretari d'un grup anarquista denominat Regeneración. Així mateix col·laborà en la creació d’una cooperativa de consum anomenada La Redentora al Lloar el 1918 i impulsà amb força a Falset El Porvenir, una cooperativa obrera a cavall de les societats de resistència i les cooperatives més tradicionals. Cap el 1919 es trasllada a viure a Falset, on s'afilia a la societat obrera Paz y Trabajo en la qual va exercir de comptable fins al 1931.
A Falset va tenir una activa militància llibertària, participant en mítings de la CNT per tota la comarca, exercint de mestre de l'escola que havia organitzat el sindicat etc. D'altra banda no va abandonar la seva participació en el món cooperatiu i el març del 1920 va representar a les cooperatives prioratanes El Porvenir de Falset i La Redentora del Lloar al IV Congrés Regional de Cooperatives de Catalunya.
Durant la dictadura de Primo de Rivera va evolucionar ideològicament i deixà enrere la seva etapa a la CNT.

## La II República i la Guerra Civil
El 14 d'abril del 1931 Joaquim Llorens, en representació d'ERC, encapçalà el Comitè Republicà d'Esquerres que va proclamar la II República a Falset. Entre 1931 i 1933 va exercir com alcalde de Falset i actuà com a líder comarcal i provincial d'ERC. Així mateix el juliol de 1933, pocs mesos abans de deixar oficialment l'alcaldia va ser escollit president de la Cooperativa Obrera El Porvenir de Falset, en la qual ja participava des de la seva fundació.
Durant els Fets d'Octubre de 1934 tingué una actuació destacada a Falset i a Tarragona ciutat. Actuà com a cap del moviment que prengué l'Ajuntament i proclamà l'Estat Català després que Lluís Companys, President de la Generalitat, ho fes a Barcelona. En represàlia poc després va ser detingut i empresonat juntament amb els seus fills Floreal i Apol·lo i d'altres fasetants, al vaixell Manuel Arnús, al port de Tarragona.
Als primers mesos de la Guerra Civil, durant el període revolucionari, Llorens fou considerat un traïdor, desertor de les files anarcosindicalistes per militar a ERC, per la qual cosa no va formar part del Comitè antifeixista que va comandar l'Ajuntament en esclatar la contesa, malgrat sí participaren, a més dels anarquistes, homes d'ERC i la UGT. Tanmateix a inicis de setembre de 1936 aquestes personalitats abandonen el Comitè deixant sols els anarquistes vinculats a la CNT i a la FAI i a la segona quinzena de setembre es produïren a Falset 27 assassinats de persones, considerades de dretes, i requisades multitud de propietats per part del Comitè antifeixista, entre elles la cooperativa obrera El Porvenir que Llorens presidia.
A partir de l'octubre de 1936 els Comitès antifeixistes van desaparèixer i retornaren les corporacions municipals. Llorens repren l'activitat institucional i s'incorpora a la vida municipal com a delegat de la Comissió d'Economia i Finances. Des d'aquí va dirigir la implantació de la nova economia impulsada per la Generalitat i basada, entre altres qüestions, en la municipalització dels serveis. En aquest sentit va participar en la municipalització de la cooperativa El Porvenir, que va passar a ésser gestionada directament per l'Ajuntament, de la mateixa forma que la resta d'establiments i botigues de queviures particulars, i també va impulsar la creació d'una mútua municipal amb l'ajut de les cooperatives ja existents.
Llorens va intentar estendre aquest model de gestió, basat en la entesa entre les institucions municipals i les cooperatives, a tota la comarca, i creà, a través de la Federació de Sindicats Agrícoles del Priorat que ell mateix presidia, una mútua comarcal. En el seu ideari les cooperatives agrícoles eren el millor motor per la universalització dels beneficis assistencials per a tota la població.

## Exili i mort
Amb la victòria franquista Joaquim Llorens s'exilia, primer a França i finalment, i de forma definitiva, a Mèxic. Allà va continuar participant en el moviment cooperativista mexicà i va mantenir relacions amb molts exiliats espanyols.
Va morir a Mèxic el 1956.